# Krstaca
Krstaca lub Hum – szczyt w paśmie Zlatar, w Górach Dynarskich. Leży na granicy między Serbią a Czarnogórą. Jest to najwyższy szczyt pasma Zlatar. 